# Iluro Hoquei Club
Iluro Hoquei Club (abreviat com Iluro HC) és un club d'hoquei sobre herba de Mataró, fundat l'any 1991. La temporada 2023-24 l'equip comptava amb 25 equips federats en totes les categories masculines i femenines, amb un total de 300 jugadors. L'equip sènior masculí va seguir competint en la Divisió d'Honor B estatal.

## Orígens
L'entitat mataronina es creà com a voluntat de recuperar aquest esport al municipi, que n'havia quedat orfe des de la desaparició de la secció de l'Iluro Sport Club el 1928, impulsat principalment per Mario Keudell Villacampa, professor d'educació física de l'Escola Pia Santa Anna de Mataró i primer president del club, i un grup d'exalumnes de la mateixa escola. Al seu costat, van constituir la primera junta directiva Eduard Juanola (vicepresident), Quim Reyes (tresorer), Jordi Muniesa (secretari) i Raül Brito i Marc Prat (vocals). En la primera temporada va jugar la 3a Categoria Catalana, debutant a Sarrià el 5 d'octubre del 1991 amb una derrota (2-1), acabant en la 14a posició de 17 participants.
Durant els primers, treballà en la difusió de l'hoquei sobre herba a la comarca, tot i la mancança d'instal·lacions adequades per a la pràctica esportiva. La temporada 1993-94 va crear la secció femenina. El primer entrenador en fou Quim Reyes, membre de l'equip masculí i de la junta.
En la temporada 2004-05, coincidint amb la seva estrena a la nova categoria de 2a Catalana, va canviar el seu equipament lila pel taronja actual.

## Consolidació
El 2009 inaugurà el Camp Municipal d'Hoquei sobre Herba de Mataró amb gespa artificial. Tenia diferents equips de categoria base, juvenils i sènior. Entre d'altres reconeixements, va rebre el premi Club Europeu de l'Any de la Federació Europea d'Hoquei en la modalitat de clubs mitjans (2013) i organitzà el Festival de l'Hoquei Català (2016).
El 2019 va prendre el relleu en la presidència Itziar Ruedas, única presidenta al seu moment d’un club esportiu a Mataró i de les poques en l'hoquei espanyol. Fou el tercer relleu del primer president Mario Keudell, després dels d'Oriol Cortada (2006) i Jaume Aceña (2015). L'abril de 2023 es va constituir una nova Junta Directiva, presidida per Anna Roure.
El juliol del 2023 l’exjugador de l'Atlètic Terrassa Ignasi Torras es va incorporar com a director del club, en substitució d'Hèctor Caballero que el desembre anterior havia deixat el càrrec.
Els equips sènior, masculí i femení, han jugat històricament a la Primera Divisió Catalana, però la temporada 2020-21 la categoria sènior masculina va proclamar-se campiona de la Primera Divisió Catalana, aconseguint tot seguit als playoffs el primer ascens a la Divisió d'Honor B, la categoria de plata de la lliga estatal. Posteriorment es proclamà Campió d'Espanya en la fase final de la 1a Divisió Masculina.
Per a la temporada 2023-24 l'equip comptava amb 25 equips federats en totes les categories masculines i femenines, amb un total de 300 jugadors. L'equip sènior masculí va seguir competint en la Divisió d'Honor B estatal.

## Palmarès[4]
- Campió de Catalunya d'hoquei sala en categoria infantil (1998-99)
- Campió de Catalunya d'hoquei sala en categoria cadet (1999-2000)
- Campió Lliga d'hoquei gespa en categoria aleví (2000-01)
- Campió Lliga d'hoquei gespa 3a Divisió “B” en categoria sènior (2002-03)
- Campió d'Espanya de la 1a Divisió masculina en categoria sènior (2021-22)